# Marble (Minnesota)
Marble – miasto w Stanach Zjednoczonych, w stanie Minnesota, w hrabstwie Itasca.